# Don Bachardy
Donald Jess "Don" Bachardy, né le 18 mai 1934 à Los Angeles, est un peintre portraitiste américain. Il réside aujourd'hui à Santa Monica, en Californie.

## Vie et œuvre
Né à Los Angeles, en Californie, Bachardy fut le conjoint de l'écrivain Christopher Isherwood qu'il rencontra le jour de la Saint-Valentin 1953, il avait alors 18 ans et Isherwood 48. Ils restèrent ensemble jusqu’à la mort d'Isherwood en 1986. Nombre des couvertures des œuvres d'Isherwood ont pour illustration le portrait de l'auteur par Bachardy. Un film documentaire à propos de leur relation, intitulé Chris & Don: A Love Story, est sorti en 2008.
Bachardy a étudié au Chouinard Art Institute à Los Angeles ainsi qu'à la Slade School of Art à Londres. Sa première exposition personnelle se tint en octobre 1961 à la Redfern Gallery de Londres.
Depuis lors de nombreuses expositions lui furent consacrées à Los Angeles, San Francisco, Seattle, Houston et New York. Plus récemment à la Bibliothèque Huntington de San Marino, en Californie, en 2004–2005.

## Œuvres
- Frankenstein: The True Story. 1973 (avec Christopher Isherwood)
- October / O. Methuen, London 1983 (avec Christopher Isherwood),  (ISBN 0-413-50040-3)
- One Hundred Drawings. Twelvetrees Press, Los Angeles 1983
- 70 x 1 Drawings. Illuminati, 1983
- Drawings of the male nude. Twelvetrees Press, Pasadena 1985,  (ISBN 0-942642-18-X)
- Christopher Isherwood: Last drawings. Faber and Faber, Londres/Boston 1990,  (ISBN 0-571-14075-0) (avec John Russell, Stephen Spender)
- Short cuts: the screenplay. Capra Press, Santa Barbara 1993 (avec Robert Altmann, Frank Barhydt),  (ISBN 0-88496-378-0)
- The Portrait. Imprenta Glorias, 1997
- Stars In My Eyes. University of Wisconsin Press, Madison 2000,  (ISBN 0-299-16730-5)